# Bataille de Kudilah
Seconde guerre civile irakienne
La bataille de Kudilah a lieu du 3 au 5 février 2016 lors de la seconde guerre civile irakienne.

## Prélude
Situé au sud de Mossoul, le village de Kudilah occupe une hauteur stratégique. L'offensive est planifiée par des conseillers Américains et quelques Allemands, elle doit être lancée depuis l'avant-poste de Burj, à 2,5 kilomètres, où sont présents des peshmergas du Gouvernement régional du Kurdistan et des troupes kurdes de l'armée irakienne. Cependant il est prévu que l'attaque soit menée par des combattants des tribus arabes sunnites formés et entraînés par les Américains.

## Déroulement
Le matin du 3 février, avec l'appui des forces aériennes de la coalition, 120 à 150 combattants des tribus arabes sunnites lancent l'assaut sur le village de Kudilah défendu par 90 à 100 djihadistes divisés en trois groupes. Cependant, arrivés à quelques centaines de mètres, les assaillants se heurtent à de nombreux engins explosifs improvisés (IED) et sont contraints de reculer. Depuis Burj, l'armée irakienne envoie alors en renfort 40 hommes commandés par le major Amin avec un véhicule Badger, quatre Humvee et deux jeep, tandis que les peshmergas dépêchent 200 hommes avec deux Badger et 20 Humvee. L'EI envoie alors quatre SVBIED, mais deux sont détruits par les avions de coalition, un troisième est touché par un missile Milan et le quatrième explose avant d'atteindre sa cible. À midi, le village est pris. Les peshmergas se retirent rapidement et en laissent la garde aux combattants arabes, tandis que les soldats de l'armée irakienne sécurisent la route de Burj et passent la nuit à désamorcer 80 IED,.
Mais le lendemain soir, entre 21 et 22 heures, l'État islamique lance une contre-attaque avec au moins 17 inghimasi. Les combattants arabes déplorent plusieurs tués et blessés et s'enfuient ; la majeure partie du village de Kudilah est reprise par les djihadistes. Les soldats irakiens, puis les peshmergas doivent à nouveau intervir et Kudilah repasse sous leur contrôle un peu avant minuit. 
Le lendemain, les soldats irakiens décident de se retirer du village, épuisés par les combats et à cause de tensions avec les peshmergas après que ces derniers se soient attribués tout le mérite de la victoire devant les médias.
Le 5 février, après minuit, l'État islamique passe une nouvelle fois à l'attaque. Les forces irakiennes du major Amin retournent à l'intérieur de Kudilah, mais elles se retrouvent encerclées. Les peshmergas, de leur côté, sont contenus à l'entrée du village. Isolés, les soldats irakiens se retranchent à l'intérieur d'une maison et affrontent pendant plusieurs heures les djihadistes de l'EI qui pour démoraliser leurs adversaires poussent à plusieurs reprises leur cri de guerre : « L'État islamique perdure et croît. Nous vous décapiterons, vous les infidèles et les apostats ». Un capitaine irakien réussit cependant à percer les lignes djihadistes avec un Humvee chargé de munitions qu'il apporte aux assiégés, tandis qu'un soldat posté à la mitrailleuse d'un Badger contient les hommes de l'EI postés à 18 mètres de lui, parvenant à abattre cinq d'entre-eux. Les drones de la coalition ne peuvent quant à eux intervenir, les belligérants étant trop proches les uns des autres.
Finalement, l'armée irakienne envoie en renfort une troupe de 40 hommes avec trois Humvee et un pick-up commandée par le capitaine Taha, puis une deuxième de 100 à 200 soldats avec 20 véhicules. À quatre heures du matin, les djihadistes décrochent et se replient sur les villages de Mahane et Kharbadan. Plusieurs inghimasi se sacrifient pour couvrir la retraite des autres combattants. Kudilah repasse pour la troisième fois sous le contrôle des forces irakiennes.
Cependant, le combat est sans résultat : l'armée irakienne reçoit l'ordre de se retirer et les peshmergas kurdes ne tiennent pas à occuper un village arabe. Les combattants des tribus arabes refusent de leur côté de tenir seul le village, sans le soutien de l'armée irakienne alors que Kudilah est isolée et entourée sur trois côtés par des positions tenues par l'État islamique. Le village est alors une nouvelle fois abandonné. Le 6 février, les djihadistes refont leur entrée sans rencontrer de résistance et proclament leur victoire dans leur journal local,

## Les pertes
Selon le général de brigade peshmerga Ziryan, les djihadistes ont laissé 52 morts sur 90 combattants engagés, la plupart tués par les frappes de la coalition. Un combattant de 15 ans est également fait prisonnier. Les troupes kurdes et arabes déplorent également plusieurs morts et blessés. L'anthropologue Scott Atran rapporte que pour plusieurs soldats rescapés, la bataille de Kudilah a été particulièrement féroce. Pour le général Ziryan, un vétéran de la lutte contre Saddam Hussein dans les années 1970, ce fut « la bataille la plus difficile de sa vie ».